# Campet-et-Lamolère
Pour les articles homonymes, voir Lamolère (homonymie).
Campet-et-Lamolère [kɑ̃pɛt e lamɔlɛʁ] est une commune du Sud-Ouest de la France, située dans le département des Landes (région Nouvelle-Aquitaine).

## Géographie

### Localisation
Commune située dans les Petites Landes en pays de Marsan à 7 km à l'ouest de la préfecture des Landes, Mont-de-Marsan.
Commune rurale, on peut y trouver deux types de milieux : cultures (maïs, asperges...) et forêt à dominante de pin maritime.

### Communes limitrophes
Les communes limitrophes sont Mont-de-Marsan, Saint-Martin-d'Oney, Saint-Perdon, Saint-Pierre-du-Mont et Uchacq-et-Parentis.
|                     | Uchacq-et-Parentis |                      |
| Saint-Martin-d'Oney | Campet-et-Lamolère | Mont-de-Marsan       |
|                     | Saint-Perdon       | Saint-Pierre-du-Mont |

### Hydrographie
Le Geloux, affluent droit de la Midouze, conflue sur la commune.
Bordée par trois rivières : l'Estrigon à l'est, le Geloux à l'ouest et la Midouze au sud.

### Climat
Pour des articles plus généraux, voir Climat de la Nouvelle-Aquitaine et Climat des Landes.
Historiquement, la commune est exposée à un climat océanique aquitain.  
En 2020, Météo-France publie une typologie des climats de la France métropolitaine dans laquelle la commune est exposée à un climat océanique et est dans la région climatique  Aquitaine, Gascogne, caractérisée par une pluviométrie abondante au printemps, modérée en automne, un faible ensoleillement au printemps, un été chaud (19,5 °C), des vents faibles, des brouillards fréquents en automne et en hiver et des orages fréquents en été (15 à 20 jours).
Pour la période 1971-2000, la température annuelle moyenne est de 13,1 °C, avec une amplitude thermique annuelle de 14,1 °C. Le cumul annuel moyen de précipitations est de 1 041 mm, avec 12,1 jours de précipitations en janvier et 7,4 jours en juillet. Pour la période 1991-2020, la température moyenne annuelle observée sur la station météorologique la plus proche, située sur la commune de Mont-de-Marsan à 9 km à vol d'oiseau, est de 13,8 °C et le cumul annuel moyen de précipitations est de 918,1 mm,. Pour l'avenir, les paramètres climatiques de la commune estimés pour 2050 selon différents scénarios d’émission de gaz à effet de serre sont consultables sur un site dédié publié par Météo-France en novembre 2022.

## Urbanisme

### Typologie
Au 1er janvier 2024, Campet-et-Lamolère est catégorisée commune rurale à habitat dispersé, selon la nouvelle grille communale de densité à sept niveaux définie par l'Insee en 2022.
Elle est située hors unité urbaine. Par ailleurs la commune fait partie de l'aire d'attraction de Mont-de-Marsan, dont elle est une commune de la couronne,. Cette aire, qui regroupe 101 communes, est catégorisée dans les aires de 50 000 à moins de 200 000 habitants,.

## Politique et administration
| Période                                  | Période  | Identité          | Étiquette | Qualité                        |
| ---------------------------------------- | -------- | ----------------- | --------- | ------------------------------ |
| 1987                                     | 2014     | Jacques Junquas   |           | Retraité EDF                   |
| mars 2014                                | 2020     | Jean-Marie Esquié | DVG       | Directeur adjoint CAF retraité |
| 2020                                     | En cours | Émilie Labeyrie   |           |                                |
| Les données manquantes sont à compléter. |          |                   |           |                                |

## Population et société

### Démographie
| 1793 | 1800 | 1806 | 1821 | 1831 | 1836 | 1841 | 1846 | 1851 |
| ---- | ---- | ---- | ---- | ---- | ---- | ---- | ---- | ---- |
| 325  | 270  | 502  | 587  | 498  | 470  | 533  | 533  | 560  |

| 1856 | 1861 | 1866 | 1872 | 1876 | 1881 | 1886 | 1891 | 1896 |
| ---- | ---- | ---- | ---- | ---- | ---- | ---- | ---- | ---- |
| 528  | 527  | 532  | 501  | 503  | 456  | 443  | 460  | 500  |

| 1901 | 1906 | 1911 | 1921 | 1926 | 1931 | 1936 | 1946 | 1954 |
| ---- | ---- | ---- | ---- | ---- | ---- | ---- | ---- | ---- |
| 457  | 440  | 446  | 400  | 360  | 361  | 320  | 294  | 292  |

| 1962 | 1968 | 1975 | 1982 | 1990 | 1999 | 2006 | 2008 | 2013 |
| ---- | ---- | ---- | ---- | ---- | ---- | ---- | ---- | ---- |
| 325  | 317  | 274  | 291  | 280  | 266  | 324  | 341  | 336  |

| 2018 | 2022 | - | - | - | - | - | - | - |
| ---- | ---- | - | - | - | - | - | - | - |
| 480  | 518  | - | - | - | - | - | - | - |

### Sports

#### Rugby à XV
- Le Real Soldevilla Campétois fondé en 2003 ;
  - 2010 champion de France de 4e série en battant Villecomtal-sur-Arros 19-15.
  - 2005 champion de France de 2e série en battant Couiza-Espéraza 29-17.

## Culture locale et patrimoine

### Lieux et monuments
- Château de Campet, inscrit aux monuments historiques par arrêté du 22 décembre 1987[18].
- Église Sainte-Croix de Campet, chœur roman du XIIe siècle.
- Église Saint-Pierre de Lamolère, XIIe et XVIIIe siècles.

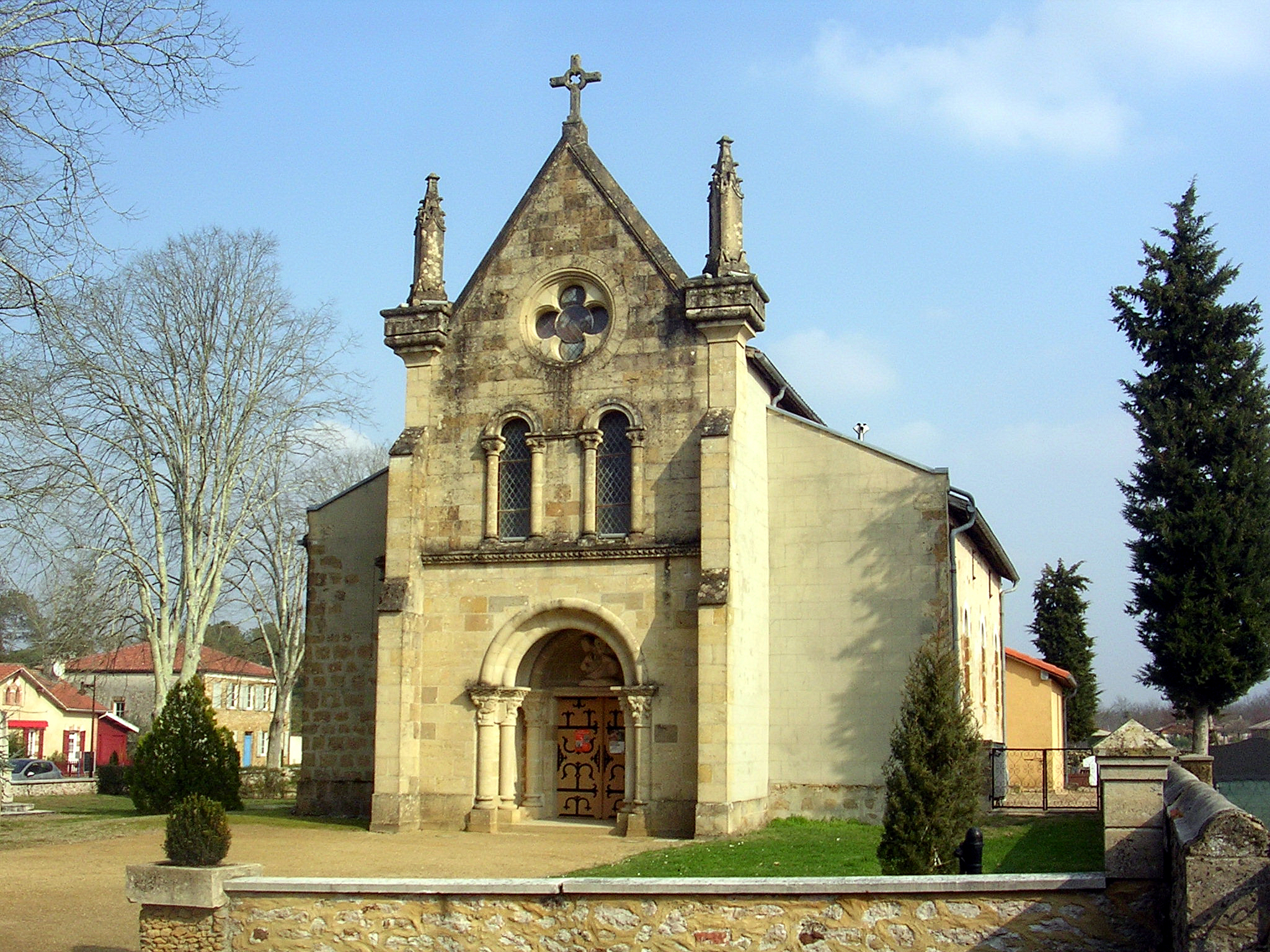
Église Sainte-Croix de Campet.
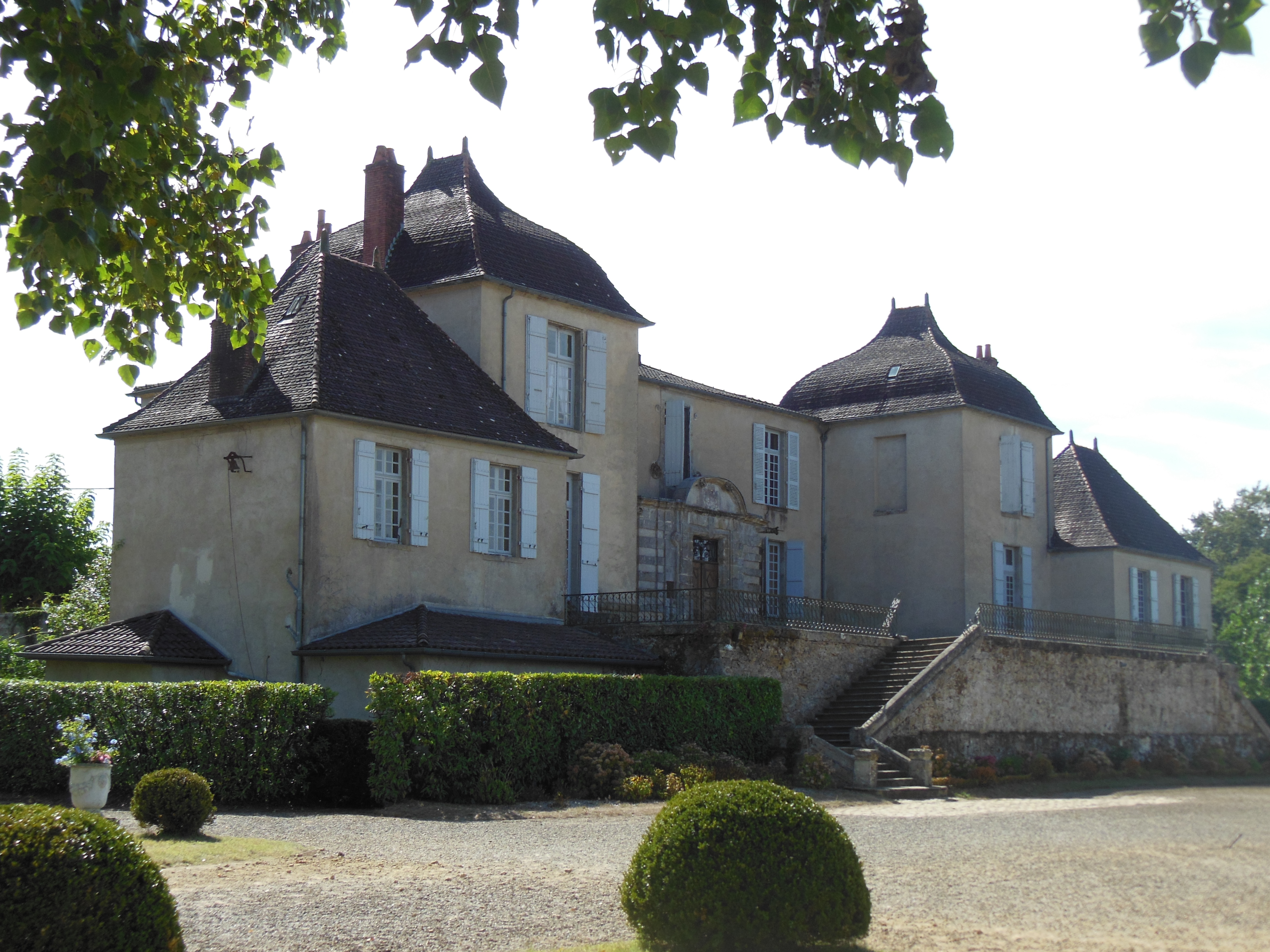
Château de Campet.
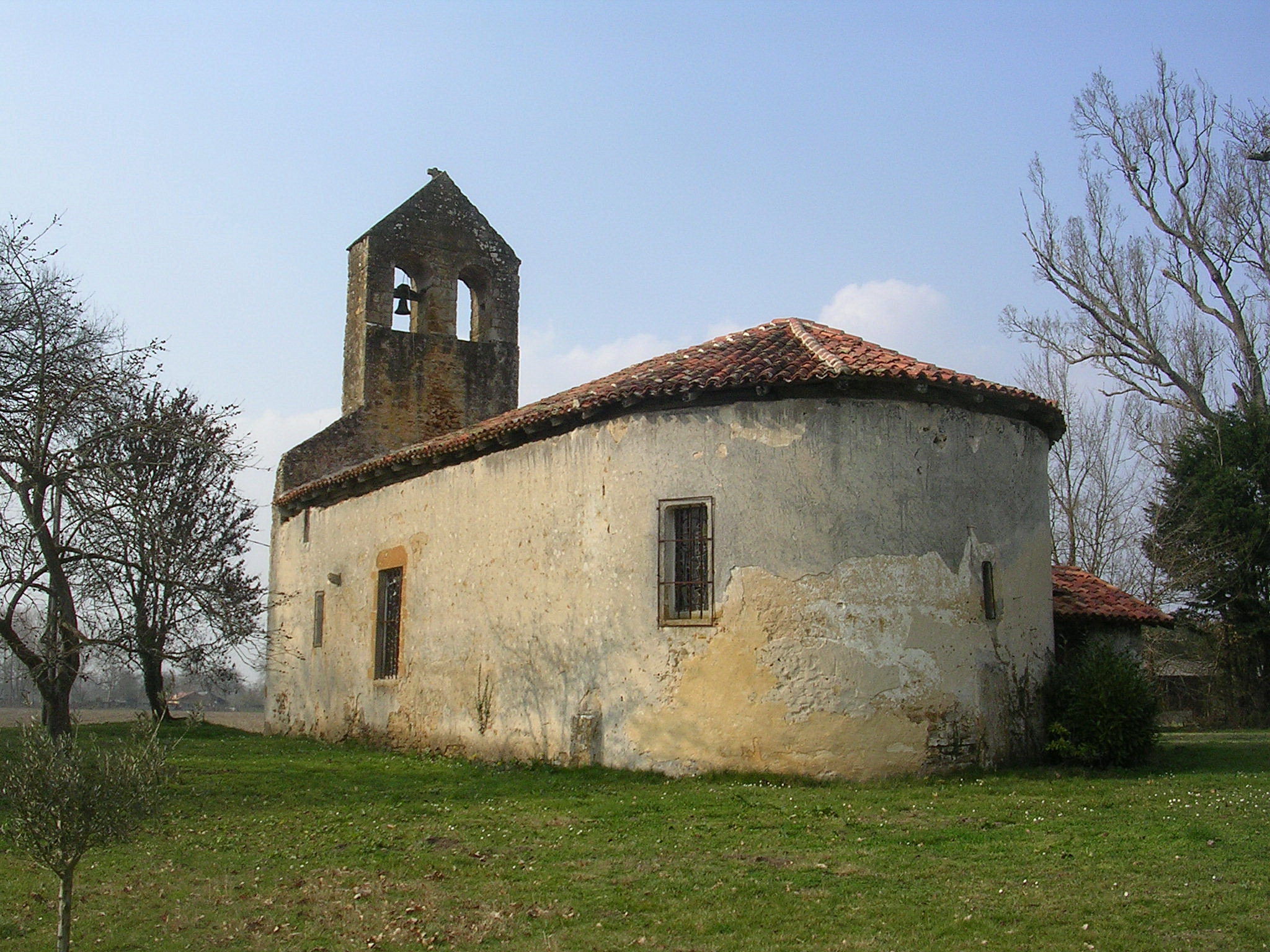
Chapelle de Lamolère.

### Personnalités liées à la commune
- Régis Sonnes joueur de rugby a joué au Real Soldevilla Campétois.
- Rolande Danné, cycliste française, née dans la commune en 1925.